# كيفن فورستر
كيفن فورستر (بالإنجليزية: Kevin Forster) هو عداء مراثوني بريطاني، ولد في 27 سبتمبر 1958 في ستوكتون أون تيز ‏ في المملكة المتحدة.

## وصلات خارجية
- كيفن فورستر على موقع الاتحاد الدولي لألعاب القوى (الإنجليزية)
- كيفن فورستر على موقع ThePowerOf10.info (الإنجليزية)
- كيفن فورستر على موقع رابطة إحصائيات سباق الطريق (الإنجليزية)
- كيفن فورستر على موقع أوليمبيديا (الإنجليزية)
- كيفن فورستر على موقع اللجنة الأولمبية البريطانية (الإنجليزية)